# Ludwig Becker
Ludwig Becker (ur. 5 września 1808 w Offenbach am Main w Niemczech, zm. 28 kwietnia 1861 w zachodnim Queenslandzie w Australii) – niemiecki podróżnik, przyrodnik i artysta, od 1851 roku mieszkający w Australii.

## Życiorys
W 1828 roku rozpoczął prace w warsztacie litograficznym we Frankfurcie nad Menem. Po wybuchu Wiosny Ludów w Niemczech wyjechał do Rio de Janeiro, skąd udał się w podróż do Australii i 10 marca 1851 roku wylądował w Launceston na Tasmanii, zwanej wtedy Ziemią van Diemena. W trakcie następnych kilkunastu miesięcy zajmował się malowaniem miniatur tamtejszej flory i fauny, zdobywając opinię doświadczonego przyrodnika. W latach 1852–1854 zajmował się obserwacjami meteorologicznymi. Zaprojektował też medal na wystawę w Melbourne zawierający odniesienia do trzech głównych zasobów kolonii: bogactwa mineralne, hodowlę bydła i uprawę roli. W 1856 roku został członkiem rady Victorian Society of Fine Arts, a trzy lata później również Philosophical Institute of Victoria, dla którego napisał wiele artykułów naukowych. Dodatkowo ilustrował prace innych akademików. W uznaniu swojego wkładu i doświadczenia został zaproszony do udziału w ekspedycji Burke’a i Willsa, podczas której zmarł 28 kwietnia 1861 roku nad rzeką Cooper Creek. Jako przyczynę śmierci podano dyzenterię i związane z nią wyczerpanie organizmu, miał też objawy szkorbutu.

## Galeria

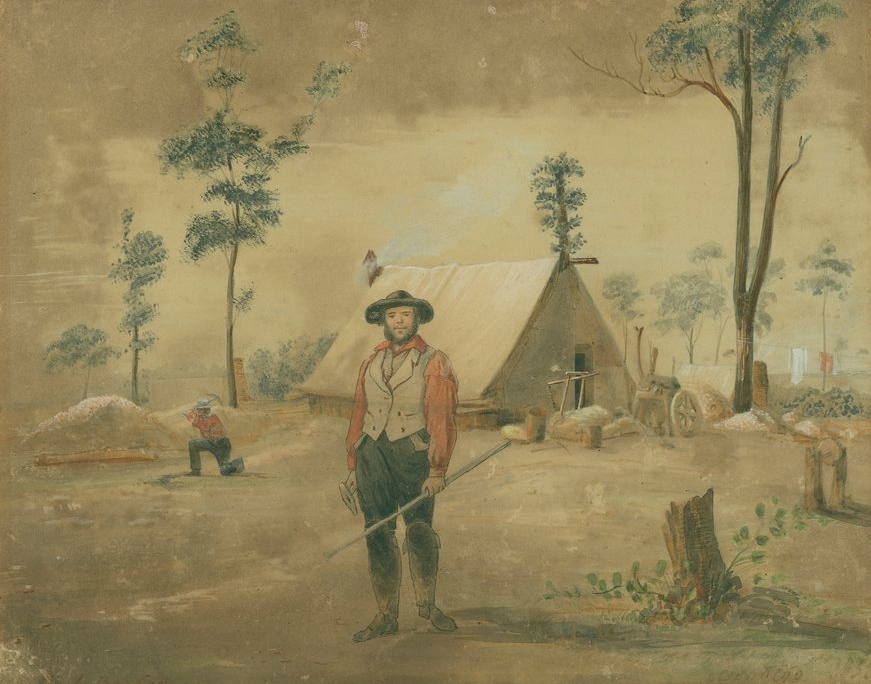
Akwarela autorstwa Ludwiga Beckera
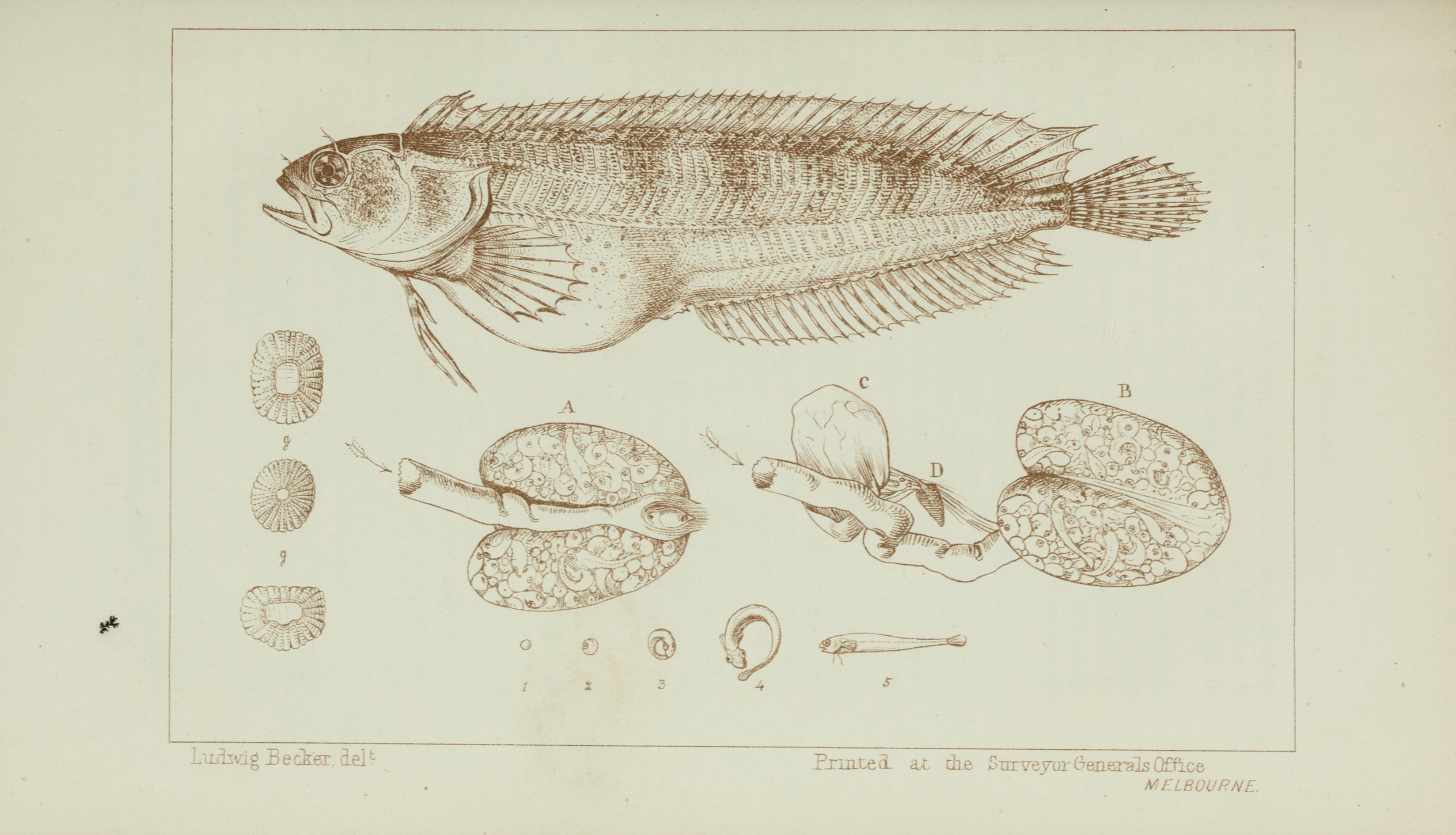
Jedna z grafik przygotowanych przez Ludwiga Beckera dla Philosophical Institute of Victoria